# Morning Crimson
Morning Crimson – drugi album studyjny fińskiej grupy Catamenia wydany 7 czerwca 1999 roku przez Massacre Records. Całość materiału została zarejestrowana i zmiksowana w Sunlight Studios w Sztokholmie w Szwecji przez Tomas'a Skogsberg'a and Jocke'a Petterson'a. Producentem albumu jest Tomas Skogsberg.

## Lista utworów
1. Aurora Borealis
2. Talviyön Varjot
3. ...And Winter Descends
4. In Blood They Lay
5. Beauty Embraced By The Night
6. Passing Moment Of Twilight Time
7. Cast The Stars Beyond
8. Morning Crimson
9. The Forests Of Tomorrow
10. Towards The Winds Of Winter
11. When The Frost Took The Lakes
12. Shadeweaver´s Season
13. Winternacht

## Skład zespołu
- Mika Tönning - Wokal
- Riku Hopeakoski - Gitary
- Sampo Ukkola - Gitary
- Timo Lehtinen - Bas
- Toni Tervo - Perkusja
- Heidi Riihinen - Keyboards